# نشان شاه اسماعیل
نشان شاه اسماعیل (ترکی آذربایجانی: Şah İsmayıl ordeni) عالی‌ترین نشان نیروهای مسلح جمهوری آذربایجان است که از سوی فرمانده کل قوا و رئیس‌جمهور این کشور اعطا می‌شود.

## تاریخچه
نشان شاه اسماعیل یکی از چندین نشان بود که ابوالفضل ایلچی‌بیگ، دومین رئیس‌جمهور جمهوری آذربایجان، با امضای فرمان شماره ۳۷۰ در تاریخ ۱۰ نوامبر سال ۱۹۹۲ دستور به بررسی و ایجاد آن‌ها داده بود. نشان بر پایه فرمان شماره ۷۵۵ حیدر علی‌اف، رئیس‌جمهور بعدی جمهوری آذربایجان، ایجاد شده و در تاریخ ۶ دسامبر سال ۱۹۹۳ به تأیید مجلس ملی این کشور رسید.
نشان شاه اسماعیل به نظامیان ارتش جمهوری آذربایجان در پاس خدمات زیر اهدا می‌گردد:
- ایفای نقش ویژه در سازمان‌دهی توسعه و تقویت نیروهای مسلح آذربایجان؛
- حماسه‌آفرینی در دفاع از تمامیت ارضی جمهوری آذربایجان؛
- شجاعت متمایز در ارتش؛
- از خود نشان دادن مشارکت‌های خاص در برطرف کردن شرایط اضطراری در کشور[۲]

نشان بر روی سمت چپ سینه سنجاق می‌شود. در صورت وجود هر گونه مدال دیگری، نشان شاه اسماعیل بعد از نشان استقلال نصب می‌شود.

## توصیف
نشان شاه اسماعیل از دو لایه تشکیل شده‌است. لایه نقره ای زیرین به شکل ستاره هشت‌ضلعی می‌باشد. لایه رویی کوچکتر صورت هشت ضلعی به خود گرفته‌است که با طلای خالص تذهیب شده و تصویری از نمای جانبی شاه اسماعیل صفوی را به تصویر می‌کشد. سمت عقبش صیقلی است و شماره نشان و عبارت شاه اسماعیل روی آن حکاکی شده‌است. نشان به یک نوار خدمت سرخ با پنج لبه بند شده‌است. اندازه این نشان ۲۷ میلی‌متر (۱٫۱ اینچ) در ۴۷٫۵ میلی‌متر (۱٫۸۷ اینچ)، نوار خدمت - ۲۷ میلی‌متر (۱٫۱ اینچ) در ۹ میلی‌متر (۱٫۳۵ اینچ) است.

## طراحی قبلی
طرح قبلی نشان کاملاً از گزینه فعلی اش متفاوت بود. نشان به شگل گرد بود و لبه‌های آن از طلای خالص ساخته شده بود. مرکزش به شکل سپر درآورده و با رنگ آبی رنگ آمیزی شده بود. تصویر شاه اسماعیل در وسط سپر با عبارت شاه اسماعیل، دقیقاً زیر تصویر حکاکی شده بود. سپر روی شمشیر و گرز متقاطع شده به صورت مورب قرار داده شده بود. اندازه آن ۵۷ میلی‌متر (۲٫۲ اینچ) در ۴۳ میلی‌متر (۱٫۷ اینچ) بود.